# فيل سكوت (لاعب كرة قدم)
فيل سكوت (بالإنجليزية: Phil Scott)‏ هو لاعب كرة قدم بريطاني، ولد في 24 مايو 1942 في بلفاست في المملكة المتحدة، وتوفي بنفس المكان في 1 مايو 2014. لعب مع غلينافون وليسبورن ديستليري ونادي لينفيلد.

## وصلات خارجية
- فيل سكوت (لاعب كرة قدم) على موقع عالم كرة القدم.نت (الإنجليزية)